# Brian May

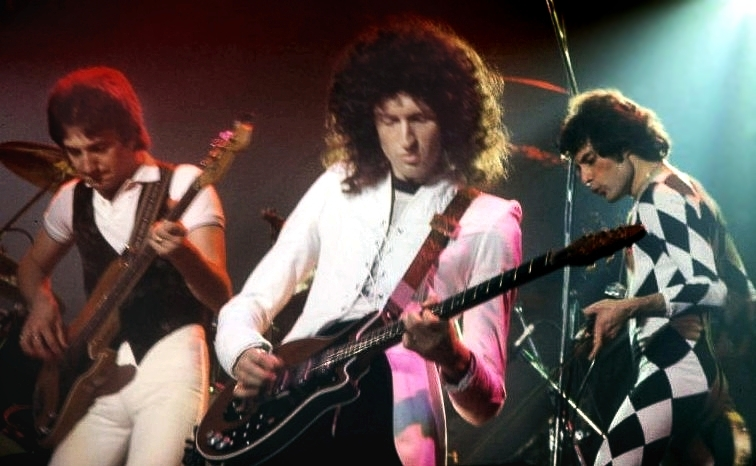
May (in het midden, links John Deacon en rechts Freddie Mercury) met Queen in 1977

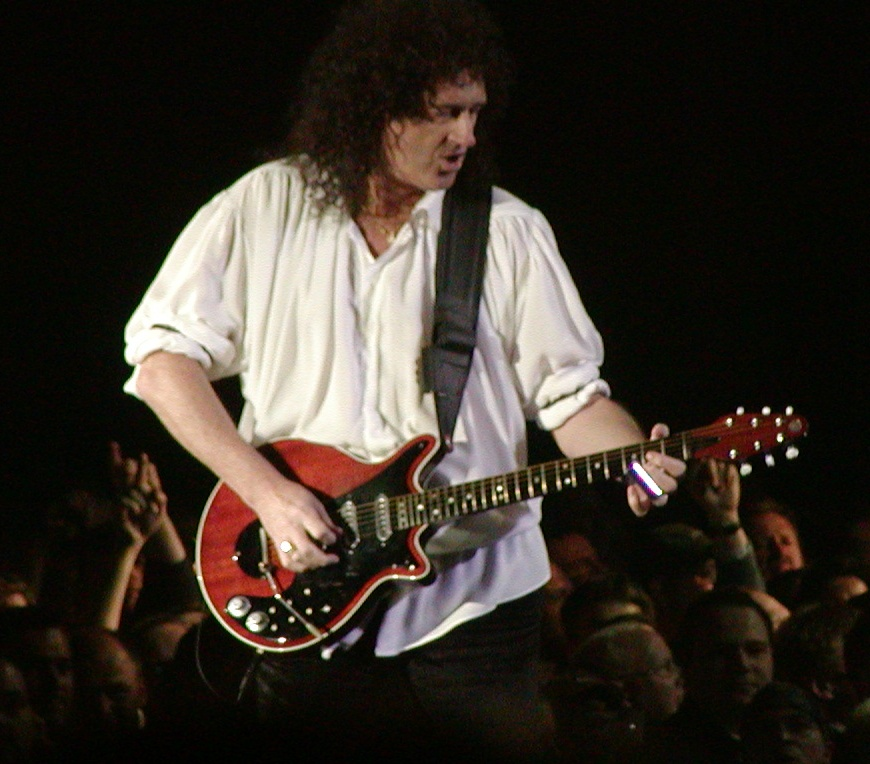
May in 2005 tijdens een concert met Queen+Paul Rodgers

Sir Brian Harold May (Hampton, 19 juli 1947) is een Britse gitarist, vooral bekend van de rock/popgroep Queen. Daarnaast is May sinds augustus 2007 gepromoveerd in de astrofysica. Hij is de oprichter van een organisatie die zich inzet voor dierenrechten.

## Levensloop

### Beginjaren
May is op 19 juli 1947 geboren in het Engelse plaatsje Hampton bij Londen, als zoon van Harold en Ruth May. Hij ontwierp en maakte samen met zijn vader zijn eigen elektrische gitaar die hij de Red Special noemde, en waarop hij nu nog steeds speelt. May bezocht de prestigieuze Hampton School in zijn woonplaats en studeerde daarna natuur- en wiskunde aan het Imperial College te Londen. Daar startte hij een promotietraject in de sterrenkunde. Vanwege het succes van Queen liet de afronding daarvan enkele decennia op zich wachten.

### Carrière

#### Queen
May speelde vóór Queen in bands zoals 1984 en Smile. In Smile speelde May samen met de latere drummer van Queen Roger Taylor en zijn jeugdvriend Tim Staffell. Korte tijd na het uiteenvallen van Smile ontstond Queen. Freddie Mercury was toen al een aantal jaren bevriend met de medestudenten, hij werd de nieuwe zanger.
In Queens driedelige vocale harmonieën zong May over het algemeen het lagere bereik. Op een aantal van Queens liedjes zingt hij de gedeeltelijke zang, met name het eerste vers van "Who Wants to Live Forever", de brug op "I Want It All" en "Flash" en de volledige zang op "Some Day One Day", "She Makes Me (Stormtrooper in Stilettoes)", "'39", "Good Company", "Long Way", "All Dead, All Dead", "Sleeping On The Sidewalk", "Leaving Home Ain't Easy" en "Sail Away Sweet Sister".
Gedurende Queens carrière schreef May vaak liederen voor de band en componeerde hij veel belangrijke nummers zoals de wereldwijde hit "We Will Rock You".
Het eerste album van Queen genaamd Queen werd uitgebracht op 13 juli 1973. De eerste single van Queen, "Keep Yourself Alive", werd geschreven door May. Hij schreef samen met zanger Freddie Mercury de meeste nummers, geïnspireerd door onder andere The Beatles en Jimi Hendrix. De bekendste nummers die door May werden geschreven zijn:
- "Now I'm Here"
- "'39"
- "Tie Your Mother Down"
- "We Will Rock You"
- "Save Me"
- "Flash"
- "I Want It All"
- "Hammer to Fall"
- "Who Wants to Live Forever"

Queen begon aan hun derde album Sheer Heart Attack zonder May, omdat hij na een concert in Japan getroffen was door geelzucht. Uiteindelijk voelde hij zich goed genoeg om zijn gitaarwerk te spelen. Op 8 november 1974 kwam het album uit, en het werd wereldwijd een groot succes.
Tijdens een korte pauze van Queen in 1983, bracht May zijn eerste solowerk uit, The Star Fleet Project, een gelegenheidsproject met onder andere Eddie Van Halen. Rond dezelfde tijd werd ook een replica van zijn unieke gitaar op de markt gebracht.
Naar eigen zeggen was May tegen het einde van de jaren 80, tijdens het opnemen van The Miracle, ernstig depressief, tot op het punt waarop hij zelfmoord wilde plegen. De aanleiding daartoe was de dood van zijn vader en het feit dat hij zijn toenmalige vrouw Chrissie Mullen verliet.
Na het beroemde Live Aid-concert in de zomer van 1985, belde Freddie Mercury zijn bandleden op en stelde hun voor een lied samen te schrijven. Het resultaat werd "One Vision", dat muzikaal eigenlijk van May was (de Magic Years-documentaire toont hoe hij met de sectie en de fundamentele gitaarriff kwam) en de tekst van Roger Taylor – Freddie Mercury was meer producent en arrangeur. John Deacon was vaak afwezig tijdens de opnamen.
Voor hun album uit 1989, The Miracle, had de band besloten dat alle tracks zouden worden toegeschreven aan de hele band, geen kwesties meer over wie de belangrijkste schrijver was geweest. May stelde "I Want It All" voor dat album samen, evenals "Scandal" (gebaseerd op Mercury's persoonlijke problemen met de Britse pers). Voor de rest van het album heeft May creatief niet zoveel bijgedragen, hoewel hij wel geholpen heeft bij de opbouw van de basis van "Party" en "Was It All Worth It" (beide werden overwegend Mercury's stukken) en de gitaarriff van "Chinese Torture".
May schreef ook samen met Mercury het laatste nummer van Queen, "Mother Love" van het album Made in Heaven.

#### Solocarrière
Na het overlijden van Freddie Mercury in 1991 kreeg zijn solocarrière de volle aandacht. In september 1992 kwam zijn eerste soloalbum, Back to the Light, uit. Op dit album staan bekende nummers zoals Driven By You en de nummer 1-hit Too Much Love Will Kill You. Op dat moment was The Brian May Band geformeerd met onder andere ex-Whitesnake- en ex-Black Sabbath-ritmesectie Neil Murray en Cozy Powell, en zij gaven concerten over de hele wereld. Een concertregistratie van deze tournee is uitgegeven onder de naam Live at the Brixton Academy. Tussentijds kwam ook nog de Queensingle No-One but You (Only the Good Die Young) uit als eerbetoon aan de pas overleden prinses Diana en aan Freddie Mercury. In 1998 kwam zijn tweede album Another World uit, en in het jaar 2000 zijn derde, de soundtrack Furia.
Naast hun solocarrières richtten May en Roger Taylor zich ook regelmatig op Queen. Zo kwamen er heropnamen van oude krakers zoals We Are the Champions met Robbie Williams, We Will Rock You, eerst met 5ive, vervolgens met Beyoncé, Britney Spears en Pink – en Brian schreef het nieuwe Queen-nummer The Call ter gelegenheid van het door Nelson Mandela georganiseerde 46664 Concert in 2003.
In 2002 trad Brian samen met Roger Taylor onverwacht op tijdens Koninginnedag in Nederland.
Toevallig kwamen Brian en Roger daarna in contact met voormalig Free- en Bad Company-zanger Paul Rodgers. Na een succesvolle samenwerking bij de introductie van Queen in de Hall of Fame op 11 november 2004, besloten de heren om samen te gaan toeren onder de naam 'Queen+Paul Rodgers'. Van deze concertreeks zijn een dvd en een cd verschenen onder de naam Return of the Champions. In 2008 heeft het trio het album The Cosmos Rocks uitgebracht, Queens eerste studioalbum sinds 1995. Aansluitend toerde de band door Europa.
Op 6 december 2005 ontving May de onderscheiding Commandeur in de Orde van het Britse Rijk uit handen van Koningin Elizabeth voor diensten aan de muziekindustrie.
Op 23 april 2011 ontving May de Eddy Christiani Award voor zijn inspirerende bijdrage aan de ontwikkeling van de elektrische gitaarmuziek. In datzelfde jaar speelde May mee met Tangerine Dream hetgeen resulteerde in het album Starmus-Sonic universe.
Op 14 maart 2023 werd May door koning Charles III tot ridder in de Orde van het Britse Rijk geslagen voor zijn verdiensten op het gebied van muziek en liefdadigheid.

#### Wetenschappelijke promotie
May is een enthousiast astrofysicus en heeft thuis altijd een sterrenkijker gereed staan. Vanwege de positieve uitstraling die hij aan de sterrenkunde heeft gegeven ontving May in 2002 een eredoctoraat van de universiteit van Hertfordshire.
May is coauteur van drie wetenschappelijke publicaties. Op 23 oktober 2006 verscheen het boek Bang! The complete history of the universe dat May samen met sir Patrick Moore en Chris Lintott heeft geschreven. Zoals de titel aangeeft, behandelt het boek de geschiedenis van het universum. Hiermee is May weer terug bij het vakgebied waarvoor hij heeft gestudeerd.
Nadat hij in 2006 zijn aantekeningen terugvond, heeft May alsnog gewerkt aan zijn proefschrift over de reflectie van zonlicht op interstellair stof, dat gebaseerd is op waarnemingen die hij in 1971 in de sterrenwacht van Tenerife deed. De laatste gegevens voor zijn proefschrift verzamelde hij op de Canarische Eilanden, vanuit het observatorium Roque de los Muchachos op La Palma. Hij leverde in augustus 2007 het manuscript van zijn proefschrift in bij zijn promotors en promoveerde op 23 augustus 2007. Daarnaast heeft May twee eredoctoraten. Van 2008 tot 2013 was hij kanselier van de John Moores-universiteit in Liverpool.

#### Activist voor dierenrechten
May is als dierenrechtenactivist tegen dierenmishandeling. In 2010 richtte hij de Save Me Trust op, een organisatie die zich met name inzet tegen vossenjacht en tegen het massaal doden van dassen in het Verenigd Koninkrijk. In 2021 bracht May een parfum op de markt waarin ook de geur van dassen zit. De opbrengst hiervan gaat naar zijn Save Me Trust.
May heeft zelf gezegd dat hij liever herinnerd wil worden vanwege zijn dierenrechtenactivisme dan vanwege zijn muziek. Hij is vegetariër.
In 2012 werd May door de Britse tak van de dierenbeschermingsorganisatie PETA (People for the Ethical Treatment of Animals) uitgeroepen tot man van het jaar.

### Privéleven
May is getrouwd met actrice Anita Dobson, die succesvol werd dankzij de Engelse soapserie EastEnders. May heeft drie kinderen uit zijn eerste huwelijk met Chrissie Mullen.
In 2008 kocht May Farthings, het huis van Patrick Moore in Selsey. Hij liet Moore er tijdens zijn laatste levensjaren in wonen voor een symbolische huur van 1 pond per jaar. Hij had aanvankelijk plannen om Farthings tot een museum en astronomiecentrum om te bouwen.
May is een enthousiast verzamelaar van 19de-eeuwse stereofoto's.

## Stijl
May heeft op het podium negen Vox AC30 versterkers achter zich staan. Drie staan er daadwerkelijk aan in Wet-Dry-Wet configuratie en op maximaal volume. Daaronder staan drie reserve versterkers opgesteld in stand-by-modus voor het geval een hoofdversterker het begeeft. De bovenste drie bevatten geen versterker, maar wel luidsprekers en kunnen worden omgeplugd als de luidsprekers in een van de hoofdversterkers het begeven. Sinds zijn gitaartechnicus medio jaren 2010 een spanningsmanagementsysteem voor schone spanning is gaan gebruiken, begeven May’s versterkers het vrijwel niet meer tijdens shows. De AC-30’s die hij gebruikt zijn vroege modellen zonder Top-boost circuit of aangepaste modellen waaruit zijn technici alle extra circuits hebben verwijderd. Hij gebruikt het "normal"-kanaal dat van zichzelf vrij donker klinkt en gebruikt een treblebooster om hem in overdrive te sturen. Deze combinatie van een Vox AC-30 met een treblebooster ging hij gebruiken in navolging van Rory Gallagher. Oorspronkelijk gebruikte May een Dallas Rangemaster als treblebooster. Nadat een roadie in 1973 zijn Rangemaster verloor gebruikte hij handzamer apparaten die daarop waren gebaseerd.
Naast zijn Red Special gebruikte May ook andere gitaren, zoals een Gibson, een Fender Telecaster en Ovation 12-snarige gitaren (voor akoestische stukken).
In plaats van een plectrum gebruikt May sixpence-stukken om zijn gitaar te bespelen (uit de farewell proof set van 1970). Toen deze munten niet meer werden gemaakt, heeft de Engelse Munt speciaal voor May een aantal sixpence-stukken geslagen, waarop in plaats van het hoofd van de koningin, het hoofd van May is gebruikt.

## Invloeden
Mays vroege helden waren Cliff Richard, The Shadows (en vooral hun gitarist, Hank B. Marvin).

## Discografie
Zie ook Discografie van Queen.

### Albums
| Album met eventuele hitnotering(en) in de Nederlandse Album Top 100 | Datum van verschijnen | Datum van binnenkomst | Hoogste positie | Aantal weken | Opmerkingen                        |
| ------------------------------------------------------------------- | --------------------- | --------------------- | --------------- | ------------ | ---------------------------------- |
| Star Fleet Project                                                  | 10-1983               | -                     |                 |              | als Brian May & Friends / ep       |
| Back to the Light                                                   | 28-09-1992            | 10-10-1992            | 5               | 16           |                                    |
| Live at the Brixton Academy                                         | 07-02-1994            | 26-02-1994            | 20              | 7            | als The Brian May Band / Livealbum |
| Another World                                                       | 29-05-1998            | 13-06-1998            | 44              | 5            |                                    |
| Furia                                                               | 11-09-2000            | -                     |                 |              | Soundtrack                         |
| Acoustic by Candlelight                                             | 17-06-2013            | -                     |                 |              | met Kerry Ellis                    |
| Golden Days                                                         | 07-04-2017            | -                     |                 |              | met Kerry Ellis                    |

### Singles
| Single met eventuele hitnotering(en) in de Nederlandse Top 40 | Datum van verschijnen | Datum van binnenkomst | Hoogste positie | Aantal weken | Opmerkingen                              |
| ------------------------------------------------------------- | --------------------- | --------------------- | --------------- | ------------ | ---------------------------------------- |
| Star Fleet                                                    | 1991                  | -                     |                 |              |                                          |
| Driven by You                                                 | 1992                  | 01-02-1992            | 10              | 7            | Nr. 10 in de Single Top 100              |
| Too Much Love Will Kill You                                   | 1992                  | 12-09-1992            | 1(3wk)          | 12           | Nr. 1 in de Single Top 100 / Alarmschijf |
| Back to the light                                             | 1992                  | 05-12-1992            | 31              | 3            | Nr. 20 in de Single Top 100              |
| On my way up                                                  | 1998                  | -                     |                 |              | Nr. 79 in de Single Top 100              |
| Rockstar                                                      | 05-03-2012            | 14-04-2012            | tip10           | -            | met Dappy                                |

| Single met hitnotering(en) in de Vlaamse Ultratop 50 | Datum van verschijnen | Datum van binnenkomst | Hoogste positie | Aantal weken | Opmerkingen                 |
| ---------------------------------------------------- | --------------------- | --------------------- | --------------- | ------------ | --------------------------- |
| Driven by you                                        | 1992                  | -                     |                 |              | Nr. 23 in de Radio 2 Top 30 |
| Too much love will kill you                          | 1992                  | -                     |                 |              | Nr. 1 in de Radio 2 Top 30  |
| Back to the light                                    | 1992                  | -                     |                 |              | Nr. 24 in de Radio 2 Top 30 |
| Rockstar                                             | 2012                  | 07-04-2012            | tip49           | -            | met Dappy                   |

### Dvd's
| Dvd's met hitnoteringen in de Nederlandse DVD Music Top 30 | Datum van verschijnen | Datum van binnenkomst | Hoogste positie | Aantal weken | Opmerkingen     |
| ---------------------------------------------------------- | --------------------- | --------------------- | --------------- | ------------ | --------------- |
| The candlelight concerts - Live at Montreux 2013           | 2014                  | 05-04-2014            | 12              | 5            | met Kerry Ellis |

### NPO Radio 2 Top 2000
| Nummer met noteringen in de NPO Radio 2 Top 2000 | '99 | '00 | '01 | '02 | '03 | '04 | '05 | '06  | '07  | '08 | '09  | '10  | '11  | '12  | '13  | '14  | '15  | '16  | '17  | '18  | '19  | '20  | '21  | '22  | '23  | '24  |
| ------------------------------------------------ | --- | --- | --- | --- | --- | --- | --- | ---- | ---- | --- | ---- | ---- | ---- | ---- | ---- | ---- | ---- | ---- | ---- | ---- | ---- | ---- | ---- | ---- | ---- | ---- |
| Too Much Love Will Kill You                      | 424 | -   | 652 | 429 | 519 | 586 | 720 | 1012 | 1015 | 769 | 1130 | 1350 | 1211 | 1127 | 1071 | 1264 | 1251 | 1511 | 1596 | 1002 | 1156 | 1294 | 1319 | 1191 | 1322 | 1521 |

1. ↑  Een '-' betekent dat het nummer niet was genoteerd en een vetgedrukt getal geeft de hoogste notering aan.